# Luuc van Opzeeland
Luuc van Opzeeland est un véliplanchiste néerlandais né le 21 mai 1999 à Hoofddorp.

## Carrière
Il remporte la médaille de bronze de l'IQFoil masculin aux Jeux olympiques d'été de 2024, organisés à Paris,.